# 一度だけなら
「一度だけなら」（いちどだけなら）は、1970年6月5日に発売された野村真樹のデビューシングル。

## 解説
- 歌手デビュー当時のキャッチフレーズは「歌謡（演歌）界の若獅子」。
- 当初は内山田洋とクール・ファイブのために企画された曲だったが、急遽新人歌手の野村に譲った経緯がある（のちに内山田洋とクール・ファイブもアルバムで本楽曲を歌唱している）。
- オリコンチャートでは週間最高10位、25万枚の売上げを記録している[1]。
- 本楽曲のロング・ヒットにより、辺見マリの「経験」と共に、1970年11月に設立された「第1回日本歌謡大賞」において放送音楽新人賞、および12月の「第3回日本有線大賞」新人賞などを受賞する。
- 1970年の大晦日に放送された「第12回日本レコード大賞」でも辺見マリ、安倍律子、ソルティー・シュガーらと共に、新人賞を獲得した（ただし最優秀新人賞の受賞者は「もう恋なのか」のにしきのあきら）。
- さらに同日、『第21回NHK紅白歌合戦』へも、本楽曲で初出場を果たしている。
- 2005年には、新アレンジ版のシングルがリリースされた。

## 収録曲
オリジナル盤（1970年発売）
1. 一度だけなら [03:39]
作詞：山口洋子／作曲・編曲：猪俣公章
2. 涙をかついで行こうよ [03:10]
作詞：阿里あさみ／作曲・編曲：鈴木邦彦

新アレンジ版（2005年発売）
1. 一度だけなら [03:48]
作詞：山口洋子／作曲：猪俣公章／編曲：伊戸のりお
2. 信じてほしい [03:51]
作詞：なかにし礼／作曲：猪俣公章／編曲：伊戸のりお